# Unio mancus
Unio mancus е вид мида от семейство Unionidae. Видът е почти застрашен от изчезване.

## Разпространение и местообитание
Разпространен е в Австрия, Босна и Херцеговина, Гърция, Испания, Италия, Кипър, Ливан, Сирия, Словения, Турция, Франция, Хърватия, Черна гора и Швейцария.
Регионално е изчезнал в Израел.
Обитава пясъчните дъна на сладководни басейни и реки.